# Lars-Erik Sjöberg
Lars-Erik „Taxen“ Sjöberg (* 4. Mai 1944 in Falun; † 20. Oktober 1987 in Uppsala) war ein schwedischer Eishockeyspieler und -scout, der im Verlauf seiner aktiven Karriere zwischen 1961 und 1980 unter anderem 79 Spiele für die Winnipeg Jets in der National Hockey League (NHL) sowie 347 weitere Partien in der World Hockey Association (WHA) auf der Position des Verteidigers bestritten hat. Sjöberg, der der zweite Mannschaftskapitän in der Franchise-Geschichte der Jets war, gewann mit dem Team zwischen 1976 und 1979 dreimal die Avco World Trophy der WHA. Darüber hinaus wurde er mit der schwedischen Nationalmannschaft dreimal Vizewelt- und -europameister und führte seinen Stammverein Leksands IF im Jahr 1969 als Schwedens Spieler des Jahres zum Gewinn der Landesmeisterschaft. Sjöberg gilt als bester schwedischer Abwehrspieler der späten 1960er- und frühen 1970er-Jahre.

## Karriere
Sjöberg, der in Falun geboren wurde, verbrachte seine Juniorenkarriere im etwa 50 Kilometer entfernten Leksand. Dort durchlief er die Nachwuchsabteilung von Leksands IF und debütierte bereits in der Saison 1961/62 im Alter von 17 Jahren in der Herrenmannschaft, die zu diesem Zeitpunkt der erstklassigen Division 1 angehörte. Letztlich etablierte sich der Verteidiger mit Beginn des Spieljahr 1963/64 im Stammkader der ersten Mannschaft, nachdem er in der Vorsaison mit der U20-Mannschaft des Vereins den schwedischen Meistertitel gewonnen hatte. Der Jungspieler entwickelte sich schnell zu einem Stammspieler und verbrachte drei volle Spielzeiten bei seinem Stammverein. Anschließend wechselte Sjöberg vor der Saison 1965/66 zum Ligakonkurrenten Djurgårdens IF aus der Landeshauptstadt Stockholm. Beim Hauptstadtklub verbrachte er zwei Jahre, bevor der Abwehrspieler wieder nach Leksand zurückkehrte.
Erneut in Diensten von Leksands IF stehend spielte Sjöberg ab der Spielzeit 1967/68 wieder dort in der Abwehr. Den Klub führte er in der darauffolgenden Saison zum erstmaligen Gewinn des schwedischen Meistertitels. Er selbst wurde dabei mit dem Guldpucken als Schwedens Spieler des Jahres ausgezeichnet. Sjöberg verließ nach diesem Erfolg erneut seinen Heimatklub und wechselte im Sommer 1969 zum Västra Frölunda IF nach Göteborg. Dort fungierte der Defensivakteur für die folgenden fünf Jahre als Mannschaftskapitän. Während seiner Zeit bei Frölunda wurde er 1973 mit dem Rinkens riddare ausgezeichnet. Ebenso wurde er im Jahr 1974 ins schwedische All-Star-Team des Jahres gewählt. Aufgrund Sjöbergs qualitativ hoher Spielweise in der Offensive und Defensive wurden im Sommer 1974 die Winnipeg Jets aus der World Hockey Association (WHA) auf den Schweden aufmerksam. Die Jets, die zu dieser Zeit zahlreiche Spieler aus Skandinavien unter Vertrag nahmen, verpflichteten Sjöberg daher vor der Saison 1974/75.
Bereits in seiner ersten Spielzeit in Nordamerika konnte der Verteidiger mit 60 Scorerpunkten überzeugen. Seine Leistungen bescherten ihm vor der folgenden Spielzeit die Ernennung zum Mannschaftskapitän der Jets. Damit war er der erste Schwede überhaupt, dem diese Ehre in Nordamerika zuteilwurde. In dieser Position gewann Sjöberg am Ende der Saison 1975/76 erstmals die Avco World Trophy mit Winnipeg. Diesen Erfolg wiederholte das Franchise im Spieljahr 1977/78, als der Skandinavier zudem mit der Dennis A. Murphy Trophy als bester Abwehrspieler der Liga ausgezeichnet und ins WHA First All-Star Team berufen wurde. Da er in der Folgesaison nur wenige Spiele absolvierte, gab er das Kapitänsamt in der Spielzeit 1978/79 an Barry Long ab, feierte mit dem Team aber den dritten Titelgewinn binnen vier Jahren. Durch die Auflösung der WHA und die Aufnahme der Winnipeg Jets in die National Hockey League (NHL) zur Saison 1979/80 spielte Sjöberg – nun auch wieder Mannschaftskapitän – fortan mit den Jets in der NHL. Im Anschluss an die Spielzeit 1979/80 beendete er im Alter von 36 Jahren seine aktive Karriere.
Nach seinem Karriereende kehrte Sjöberg in seine schwedische Heimat zurück. Er ließ sich in Uppsala nieder und stieg als Geschäftsmann erfolgreich ins Berufsleben ein. Zudem war er zwischen 1981 und 1987 als Scout für die New York Rangers auf dem europäischen Markt tätig. Dort entdeckte er unter anderem Tomas Sandström, Jan Erixon, Kjell Samuelsson, Ulf Dahlén und Raimo Helminen für den nordamerikanischen Markt. Sjöberg verstarb im Oktober 1987 im Alter von 43 Jahren in seiner Wahlheimat an den Folgen einer Krebserkrankung. Nach seinem Tod wurde er 1993 posthum als „Honoured Member“ der Manitoba Hockey Hall of Fame geehrt und im Jahr 2012 in die Schwedische Eishockey-Ruhmeshalle aufgenommen.

### International
Für sein Heimatland nahm Sjöberg mit der schwedischen Nationalmannschaft an zwei Olympischen Winterspielen, fünf Weltmeisterschaften sowie dem ersten Canada Cup 1976 teil.
Sein erstes großes internationales Turnier absolvierte der Verteidiger mit den Olympischen Winterspielen 1968 im französischen Grenoble, bei denen die Schweden den vierten Platz belegten und somit eine Medaille verpassten. Der 24-Jährige kam dabei in allen sieben Turnierspielen zum Einsatz. Zuvor war er ab dem Jahr 1960 im U18-, U20- und B-Nationalteam zu Einsätzen gekommen. Im Jahr nach den Olympischen Spielen absolvierte er seine erste von insgesamt fünf Weltmeisterschaften, die er allesamt mit einem Medaillengewinn abschließen konnte. Bei den Weltmeisterschaften 1969, 1970 und 1973 gewannen die Tre Kronor die Silbermedaille sowohl bei den Welt- als auch gleichzeitig ausgespielten Europameisterschaften. In den Jahren 1972 und 1974 stand der Gewinn der Bronzemedaille in beiden Wettbewerben zu Buche. Insgesamt absolvierte Sjöberg 48 WM-Spiele, in denen er sieben Tore erzielte und sechs weitere vorbereitete. Bei den Welttitelkämpfen 1973 und 1974 führte Sjöberg das schwedische Aufgebot als Mannschaftskapitän an. Ebenso erhielt er 1974 die Auszeichnung zum besten Verteidiger des Turniers und wurde ins All-Star-Team berufen.
Zwischen den fünf Weltmeisterschaftsteilnahmen bestritt der Abwehrspieler die Olympischen Winterspiele 1972 im japanischen Sapporo, die ebenso wie vier Jahre zuvor mit dem Abschluss auf dem vierten Rang im Endklassement endeten. Letztmals stand Sjöberg beim ersten Canada Cup im Jahr 1976 für das schwedische Nationalteam auf dem Eis. Dort rangierten sie am Turnierende ebenfalls auf dem vierten Rang. Insgesamt absolvierte er im Verlauf seiner Karriere 134 Einsätze für die Nationalmannschaft.

## Erfolge und Auszeichnungen
| - 1963 Schwedischer U20-Juniorenmeister mit Leksands IF - 1969 Schwedischer Meister mit Leksands IF - 1969 Guldpucken - 1973 Rinkens riddare - 1974 Schwedisches All-Star-Team - 1976 Avco-World-Trophy-Gewinn mit den Winnipeg Jets | - 1978 Avco-World-Trophy-Gewinn mit den Winnipeg Jets - 1978 Dennis A. Murphy Trophy - 1978 WHA First All-Star Team - 1979 Avco-World-Trophy-Gewinn mit den Winnipeg Jets - 1993 „Honoured Member“ der Manitoba Hockey Hall of Fame (posthum) - 2012 Aufnahme in die Schwedische Eishockey-Ruhmeshalle (posthum) |

### International
| - 1969 Silbermedaille bei der Weltmeisterschaft - Silbermedaille bei der Europameisterschaft - 1970 Silbermedaille bei der Weltmeisterschaft - Silbermedaille bei der Europameisterschaft - 1972 Bronzemedaille bei der Weltmeisterschaft - Bronzemedaille bei der Europameisterschaft | - 1973 Silbermedaille bei der Weltmeisterschaft - Silbermedaille bei der Europameisterschaft - 1974 Bronzemedaille bei der Weltmeisterschaft - Bronzemedaille bei der Europameisterschaft - 1974 Bester Verteidiger der Weltmeisterschaft - 1974 All-Star-Team der Weltmeisterschaft |

## Karrierestatistik

### International
Vertrat Schweden bei:
| - Olympischen Winterspielen 1968 - Weltmeisterschaft 1969 - Weltmeisterschaft 1970 - Olympischen Winterspielen 1972 | - Weltmeisterschaft 1972 - Weltmeisterschaft 1973 - Weltmeisterschaft 1974 - Canada Cup 1976 |

(Legende zur Spielerstatistik: Sp oder GP = absolvierte Spiele; T oder G = erzielte Tore; V oder A = erzielte Assists; Pkt oder Pts = erzielte Scorerpunkte; SM oder PIM = erhaltene Strafminuten; +/− = Plus/Minus-Bilanz; PP = erzielte Überzahltore; SH = erzielte Unterzahltore; GW = erzielte Siegtore; 1 Play-downs/Relegation; Kursiv: Statistik nicht vollständig)